# Fvg Schwarz-Weiß 09/36 Alstaden
Fvg Schwarz-Weiß 09/36 Alstaden is een Duitse voetbalclub uit Alstaden, een stadsdeel van Oberhausen. De club is ontstaan in 1962 door een fusie van verschillende clubs die vaak zelf ook uit een fusie opgebouwd waren. 

## Geschiedenis
In 1909 werd Borussia 09 opgericht in de toen nog zelfstandige gemeente Alstaden, dat in 1910 een stadsdeel van Oberhausen werd. Deze club fuseerde in 1924 met SV Rheinland 1919 tot SpVgg 09 Alstaden. De club speelde in de derde klasse van de Nederrijncompetitie. In 1931 kon de club promotie afdwingen. Na een vierde plaats in het eerste seizoen werd de club laatste in 1933. 
In 1925 fuseerden Alstadener SV 1912 en FV Elmar 1919 tot Alstadener SV Elmar 1912. Deze club speelde vanaf 1926 in de tweede klasse. In 1929 werd de club slachtoffer van competitiehervorming en moest de club een stap terugzetten naar de derde klasse. In 1932 werd de club vicekampioen, echter was er dat jaar geen kans op promotie door een competitieherstructurering. In 1933 werden ze kampioen. 
Na het seizoen 1932/33 werd de competitie grondig geherstructureerd en de West-Duitse voetbalbond werd ontbonden. De Gauliga werd ingevoerd als nieuwe hoogste klasse. De overheid dwong vaak kleinere clubs om te fuseren om zo toch competitief te blijven en zo moesten SpVgg 09 en Elmar 1912 fuseren tot Alstadener SV Elmar 09 in 1934. Tijdens het laatste seizoen van de Gauliga Niederrhein bundelden vele clubs de krachten om zo toch een team te kunnen opstellen aan het einde van de Tweede Wereldoorlog. De club ging een tijdelijke fusie aan met Rot-Weiß Oberhausen en trad zo in de hoogste klasse aan. De club won met 4-1 van VfL Benrath en na deze wedstrijd werd de competitie stilgelegd. 
Na de oorlog speelde de club in de Bezirksklasse en won in 1947 tegen SV Osterfeld 06 voor 8.000 toeschouwers de promotie naar de Landesliga Niederrhein, de hoogste amateurklasse. In 1952 werd de club kampioen maar kon door een herstructurering niet promoveren. 
In 1962 fuseerde de club met VfR 1936 Alstaden en nam zo de huidige naam aan. De fusieclub kon promotie afdwingen naar de Landesliga en in 1964 naar de Verbandsliga, wat toen de hoogste amateurklasse was. Na degradatie in 1967 speelde de club nog vijf jaar in de Landesliga en verdween dan in de anonimiteit van de lagere reeksen. Nadat de club van 2013 tot 2015 in de Bezirksliga speelde kon de club in 2020 opnieuw promotie afdwingen.